# Szopinek
Szopinek [pronunciación en polaco: /ʂɔˈpinɛk/] es un pueblo en el distrito administrativo de Gmina Zamość, dentro del condado de Zamość, Voivodato de Lublin, en el este de Polonia. Se encuentra a unos 4 kilómetros este de Zamość y 79 kilómetros al sureste de la capital regional Lublin.
El pueblo tiene una población de 471 habitantes.